# 砀山经济开发区
砀山经济开发区是中华人民共和国安徽省宿州市砀山县在2006年6月成立的经济开发区。行政上是一个类似乡级单位。
开发区最初规划面积5.52平方公里。2013年10月，安徽省人民政府批准扩区，面积扩大至17.02平方公里。2015年12月，安徽省经济和信息化委员会评为“安徽省新型工业化产业示范基地”。2016年9月，宿州市人民政府批准为“果蔬食品生物科技产业集聚发展基地”。2018年2月，开发区纳入《中国开发区审核公告目录》。2019年时，人口2.5万人。

## 行政区划
下辖以下地区：
古城社区、科技社区和惠民社区。砀山县人民政府网站显示，除以上三个社区外，另有益民社区。